# Laguna La Arocena
La Laguna La Arocena es un espejo de agua de aproximadamente 150 hectáreas de superficie y cuatro metros de profundidad media que se encuentra en el norte de la provincia de La Pampa, en Argentina.

## Ubicación
La laguna se halla a 5 km al sudeste de la ciudad de General Pico, en la provincia de La Pampa, dentro del departamento Maracó. Desde la ciudad se accede a ella a través de un camino de tierra que nace en la Ruta Provincial 1, llegando a ese punto desde el centro de la urbe a través de la Avenida San Martín.

## Características
Se encuentra aislada de arroyos u otras lagunas. Sus dimensiones son de aproximadamente 150 hectáreas. Se realizan en ella actividades recreativas como deportes náuticos y pesca. El paisaje que la rodea es el típico de la pampa medanosa y se pueden apreciar desde ella los edificios del centro de la ciudad de General Pico. Esta laguna constituye, a su vez, el principal desagüe pluvial de la misma.